# Теория реального делового цикла
Теория реального делового цикла, реальный деловой цикл, РДЦ (англ. real business-cycle theory, RBC theory) — модель новой классической макроэкономики, согласно которой циклические колебания в значительной степени возникают из-за реальных (а не номинальных) шоков. В отличие от других крупных теорий цикла, теория РДЦ рассматривает колебания как эффективный ответ на экзогенные изменения реальных экономических показателей. Таким образом, уровень совокупного выпуска в стране непременно максимизирует ожидаемую полезность. Правительству же следует сконцентрироваться на долгосрочных структурных преобразованиях и не пытаться сгладить краткосрочные колебания путём фискального и/или монетарного вмешательства.
Согласно теории РДЦ, экономические циклы «реальны», поскольку они не связаны с отсутствием равновесия на рынках — циклы отражают наиболее эффективное функционирование экономики в ответ на заданную извне реальную структуру.
Теория РДЦ категорически отрицает кейнсианские подходы, а также тезис о реальной эффективности монетарной политики в редакции монетаристов и новых кейнсианцев. Последние две школы являются мейнстримом в области макроэкономической политики. Теория ассоциируется с неоклассической традицией Чикагской школы, что позволяет отнести её сторонников к «пресноводным».

## Критика
Теория РДЦ покоится на трёх допущениях, которые многие экономисты — в том числе Грегори Мэнкью и Ларри Саммерс — считают неправдоподобными:
1. Колебания деловой активности вызваны экзогенными изменениями (шоками) производительности.
2. Безработица является следствием добровольного отказа от работы, так как ставки заработной платы оказываются недостаточно высокими.
3. Монетарная политика бесполезна для сглаживания колебаний, так как цены являются гибкими и мгновенно меняются в ответ на шок.
Кроме того, предполагается, что рынки в экономике являются совершенно конкурентными, что не соответствует реальности. Теория плохо объясняет динамику ВНП США.